# 2月13日 (旧暦)
旧暦2月13日は旧暦2月の13日目である。六曜は友引である。

## できごと
- 延暦16年（ユリウス暦797年3月15日） - 『続日本紀』全40巻が完成[要出典]
- 大同2年（ユリウス暦807年3月25日） - 『古語拾遺』が献上される
- 仁安3年（ユリウス暦1168年3月24日） - 京都で大火。焼失家屋約3千軒。千手堂・悲田院などが類焼
- 建仁元年（ユリウス暦1201年3月19日） - 辛酉革命の為、正治から建仁に改元
- 天正19年（グレゴリオ暦1591年4月6日） - 豊臣秀吉が千利休を京都から堺へ追放
- 明治3年（グレゴリオ暦1870年3月14日） - 樺太開拓使を設置

## 誕生日
- 大永2年（ユリウス暦1522年3月10日） - 三好長慶、戦国大名（+ 1564年）
- 天文23年（ユリウス暦1554年3月16日） - 阿茶局、徳川家康の側室（+ 1637年）
- 天保11年（グレゴリオ暦1840年3月16日） - 渋沢栄一、実業家（+ 1931年）
- 万延2年（グレゴリオ暦1861年3月23日） - 内村鑑三、思想家・キリスト教無教会主義の創始者（+ 1930年）

## 忌日
- 慶長8年（グレゴリオ暦1603年3月25日） - 生駒親正、大名（* 1526年）